# Kustom Life Magazine
Das Kustom Life Magazine war eine deutsche Fachzeitschrift für Custom Cars und Custom Bikes, es erschien bis Ende 2019 sechsmal jährlich und danach viermal jährlich mit einer durchschnittlichen Druckauflage von 52.000 Exemplaren.

## Geschichte und Inhalte
Das Kustom Life Magazine erschien erstmals am 29. September 2015. Es handelt sich um den, thematisch um Custom Bikes und Lifestyle erweiterten, Nachfolger des Kustom Car Magazines. Chefredakteur blieb, wie schon beim Vorgängermagazin, Michael Schmidbauer. Das Kustom Life Magazine beschäftigt sich mit dem traditionellen Customizing von Oldtimer-Fahrzeugen (Automobil und Motorrad) und dem damit verknüpften Lebensstil. Dabei werden Fahrzeuge und Werkstätten detailliert vorgestellt und weltweit stattfindende Veranstaltungen in Reiseberichten präsentiert. Dass im Namen des Magazins das Custom mit einem K geschrieben wird, hat einen geschichtlichen Hintergrund, der auf die Barris-Brüder zurückgeht.
Originalfahrzeuge werden im Kustom Life Magazine nicht vorgestellt. Bei Automobilen handelt es sich um Modifizierungen unterschiedlicher Ausprägungen wie zum Beispiel Custom Cars, Hot Rods und Lowrider, bei Motorrädern sind dies hauptsächlich Chopper und Bobber.
Im September 2022 erschien die letzte Ausgabe des Kustom Life Magazines.

### Ausgaben (Auswahl)
- 29. September 2015: Issue No. 1: Moon Child – 1965 Chevrolet Impala Lowrider.
- 24. November 2015: Issue No. 2: The Blue Stratos – 1956 Lincoln (Automarke).
- 26. Januar 2016: Issue No. 3: Little Green Coupé – Ford Modell A (1928–1931).
- 29. März 2016: Issue No. 4: Vans – 50 Years „Off the Wall“.
- 31. Mai 2016: Issue No. 5: White Diamond – 1976 Harley Davidson.
- 19. Juli 2016: Issue No. 6: Welcome to Miami – 1980 GMC Sportvan.
- 20. September 2016: Issue No. 7: Pendine Sands – Hot Rod Races.
- 8. November 2016: Issue No. 8: Bavarian LowCad – cruise with style – 1965 Cadillac DeVille.
- 3. Januar 2017: Issue No. 9: EICMA 2016 – Zu Besuch auf der größten Motorradmesse der Welt.
- 28. März 2017: Issue No. 10: Hot Chicks, Ads and Car Crashes – Die neue Fotoserie press++ des Düsseldorfer Fotografen Thomas Ruff.
- 30. Mai 2017: Issue No. 11: Rare Indian – 1936 Pontiac (Automarke).
- 25. Juli 2017: Issue No. 12: Rømø Motor Festival – Strandrennen in Dänemark.
- 19. September 2017: Issue No. 13: Schnappt Shorty – 1954 Chevrolet 210.
- 28. November 2017: Issue No. 14: Hindenberg (Lübbenau/Spreewald) Speedway 2017.
- 30. Januar 2018: Issue No. 15: The Blitz! – 1931 Opel Hot Rod.
- 27. März 2018: Issue No. 16: Kustom Kulture Show – Helsinki Calling!
- 29. Mai 2018: Issue No. 17: A Piece of History – National Hot Rod Association Museum Pomona.
- 31. Juli 2018: Issue No. 18: The Return of the Maze – The Kustomrama Dream Truck.
- 25. September 2018: Issue No. 19: 1952 Triumph Motorcycles Speed Twin – Aluma Twin.
- 27. November 2018: Issue No. 20: Rod'n'Ride – Indoor Show in Graz.
- 29. Januar 2019: Issue No. 21: 1962 Chevrolet Nova – Golden Lucy.
- 26. März 2019: Issue No. 22: 70th Grand National Roadster Show.
- 28. Mai 2019: Issue No. 23: 1952 Oldsmobile Super 88 – Super Rocket.
- 30. Juli 2019: Issue No. 24: Double Feature aus der Wachau – Road Creatures.
- 24. September 2019: Issue No. 25: 1956 DeSoto (Automarke) Firedome Sportsman Coupé – Hundred Million Dollar Look.
- 25. November 2019: Issue No. 26: 1960 Oldsmobile(Automarke) Ninety-Eight Holiday Coupé  – Sonic Reducer.
- 26. März 2020: Issue No. 27: 1961 Buick LeSabre Coupé  – Moonblessing.
- 25. Juni 2020: Issue No. 28: 1940 Cadillac Series 62 – The Calivarian.
- 25. September 2020: Issue No. 29: 1952 Chevrolet Styleline Special – The Golden Flow.
- 18. Dezember 2020: Issue No. 30: 1951 Harley-Davidson – Bavarian Tendencies.
- 26. März 2021: Issue No. 31: 1959 Chevrolet Brookwood – Family Affair.
- 25. Juni 2021: Issue No. 32: 1930 Ford Model A – Blue Baron.
- 24. September 2021: Issue No. 33: Harley-Davidson built by Arie Vee – The Outsider.
- 17. Dezember 2021: Issue No. 34: Normandy Beach Race – Vintage Racing in France.
- 25. März 2022: Issue No. 35: Grand National Roadster Show 2022.
- 26. Juni 2022: Issue No. 36: 1960 Ford Country Sedan – Strictly Gold.
- 27. September 2022: Issue No. 37: 1960 Chevrolet Parkwood Station Wagon – The Patina King.

## Rezeption
„Wenn neue Gazetten den Zeitschriftenmarkt bereichern, dann darf Dock66 nicht fehlen. Keine Frage also, dass wir bei der Release Party des soeben erstmals erschienenen Kustom Life Magazines dabei waren, die sowohl im Stay Gold Shop als auch im eigenen Club in Wuppertal stieg. Bei drei Live-Bands, reichlich coolen Bikes und der Erstausgabe vom Kustom Life Magazine zum Blättern gaben die Zeitschriftenmacher einen gelungenen Einstand ab.“